# Eparchie Adigrat

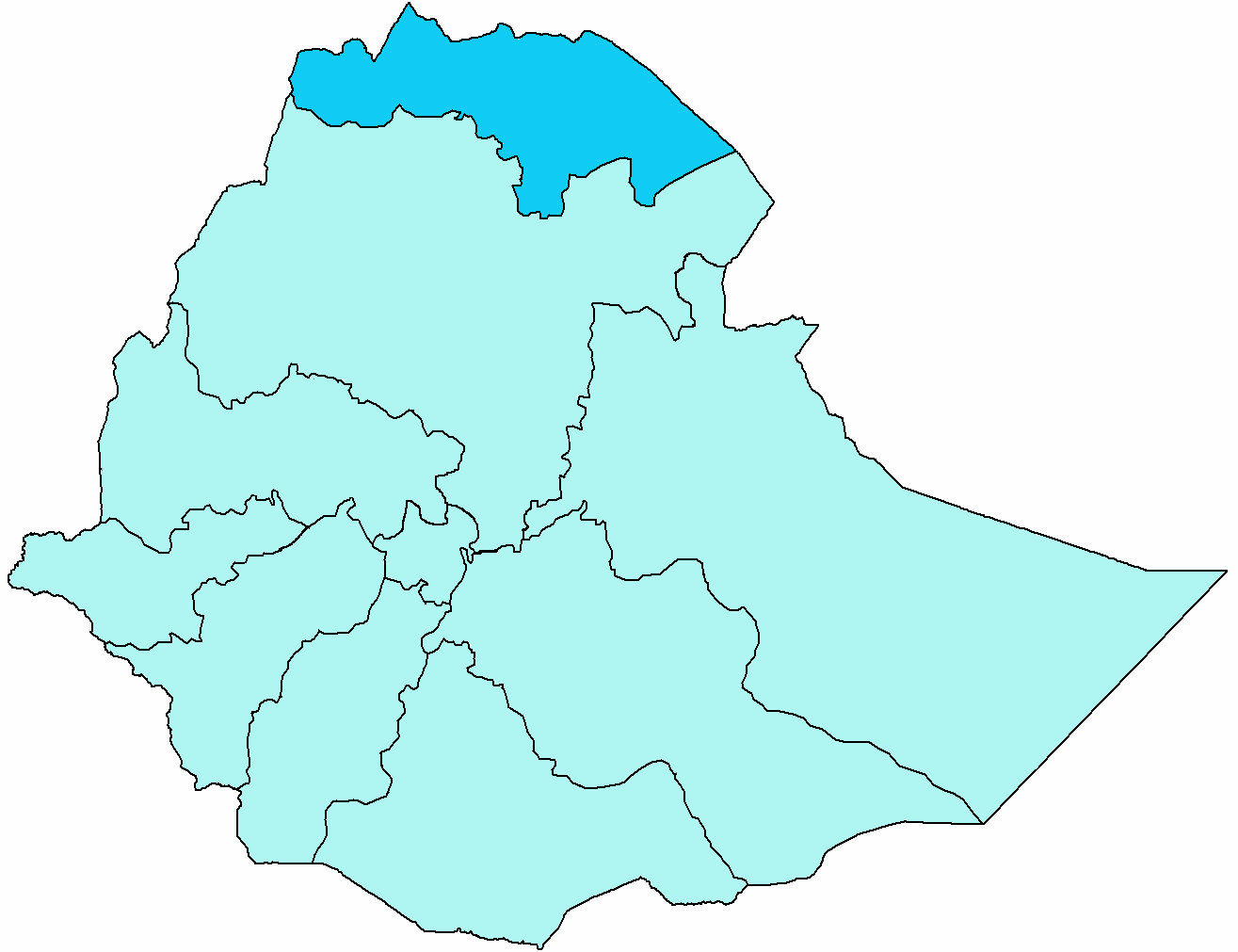
Ligging van de eparchie Adigrat binnen Ethiopië

De eparchie  Adigrat (Latijn: Eparchia Adigratensis) is een Ethiopisch bisdom van de Ethiopisch-Katholieke Kerk, een oosters-katholieke kerk die geünieerd is met de Rooms-Katholieke Kerk.
De eparchie werd in 1937 opgericht als apostolisch vicariaat Tigrai, door afsplitsing van  het apostolisch vicariaat Abessinië. In 1961 werd het vicariaat verheven tot eparchie, ressorterend onder het aartsbisdom Addis Abeba. In 2002 telde de eparchie 17.427 gelovigen in 33 parochies en 85 priesters.
Tesfasellassie Medhin is sinds 16 november 2001 bisschop van Adigrat.